# Monegrillo
Monegrillo es un municipio español de la provincia de Zaragoza (Aragón), perteneciente a la comarca de los Monegros. Cercano a la ciudad de Zaragoza, apenas 40 km.

## Demografía
Monegrillo cuenta con una población de 380 habitantes (INE 2024).
| Gráfica de evolución demográfica de Monegrillo entre 1842 y 2021                                                    |
| |
| Población de derecho según los censos de población del INE Población de hecho según los censos de población del INE |

## Administración y política
| Período   | Alcalde                   | Partido |                           |
| --------- | ------------------------- | ------- | ------------------------- |
| 1979-1983 | Amadeo Pelet Larrés       | PSOE    |                           |
| 1983-1987 |                           |         |                           |
| 1987-1991 |                           |         |                           |
| 1991-1995 |                           |         |                           |
| 1995-1999 |                           |         |                           |
| 1999-2003 |                           |         |                           |
| 2003-2007 |                           | PAR     |                           |
| 2007-2011 | Alejandro Laguna Martínez | PSOE    |                           |
| 2011-2015 | Alejandro Laguna Martínez | PSOE    | Alejandro Laguna Martínez |
| 2015-2019 | Alejandro Laguna Martínez | PSOE    | Alejandro Laguna Martínez |
| 2019-2023 | Alejandro Laguna Martínez |         |                           |
| 2023-2027 | Alejandro Laguna Martínez |         |                           |

| Partido político    | Partido político                                   | 2003   | 2007   | 2011   | 2015   | 2019   |
| Partido político    | Partido político                                   | Ediles | Ediles | Ediles | Ediles | Ediles |
|                     | Partido de los Socialistas de Aragón (PSOE-Aragón) | 3      | 4      | 4      | 6      | 6      |
|                     | Partido Popular de Aragón (PP)                     | —      | —      | —      | 1      | 1      |
|                     | Partido Aragonés (PAR)                             | 4      | 3      | 3      | —      | —      |
| Total de concejales | Total de concejales                                | 7      | 7      | 7      | 7      | 7      |